# Perri (película)
Perri es una película de 1957 de Walt Disney Productions, basada en la novela Die Jogend des Eichornchens Perri de Felix Salten de 1938, pero del que Disney se había asegurado sus derechos desde 1933. Fue el quinto largometraje de la compañía con de la serie de carácter documental True-Life Adventures , y el único en ser etiquetado como True Life Fantasy. Para ello, el equipo de Disney combina imágenes documentales con escenarios y personajes ficticios. El film fue producido, narrado y escrito por Winston Hibler, que anteriormente ya había sido el narrador de la serie de documentales True-Life Adventures.

## Argumento
La historia se centra en una joven ardilla llamada Perri que aprende lo que es la vida en el bosque, y encuentra un compañero en Porro, también una ardilla. La película se divide en cuatro capítulos llamados "Tiempo de aprendizaje", "Tiempo de belleza", "Tiempo de Paz" y "Tiempo para estar juntos".

## Producción
Perri se rodó durante tres años y se usaron cerca de mád de 90.000 metros de pelíicula de 16mm, que después se reduciría a 2.500 metros en 35mm. Partes del rodaje fueron tomados en Salt Lake City y en la Uinta National Forest en Utah.